# Ochiltree County
Ochiltree County är ett administrativt område i delstaten Texas, USA, med 10 223 invånare (2010). Den administrativa huvudorten (county seat) är Perryton.

## Geografi
Enligt United States Census Bureau har countyt en total area på 2 378 km². 2 375 km² av den arean är land och 3 km² är vatten.

### Angränsande countyn
- Texas County, Oklahoma - norr
- Beaver County, Oklahoma - nordost
- Lipscomb County - öster
- Roberts County - söder
- Hansford County - väster

### Orter
- Perryton (huvudort)